# Wostok (Rakete)

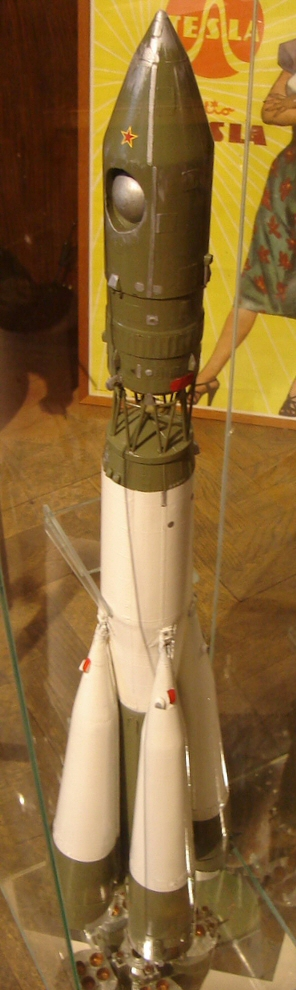
Modell einer Wostok-K-Rakete

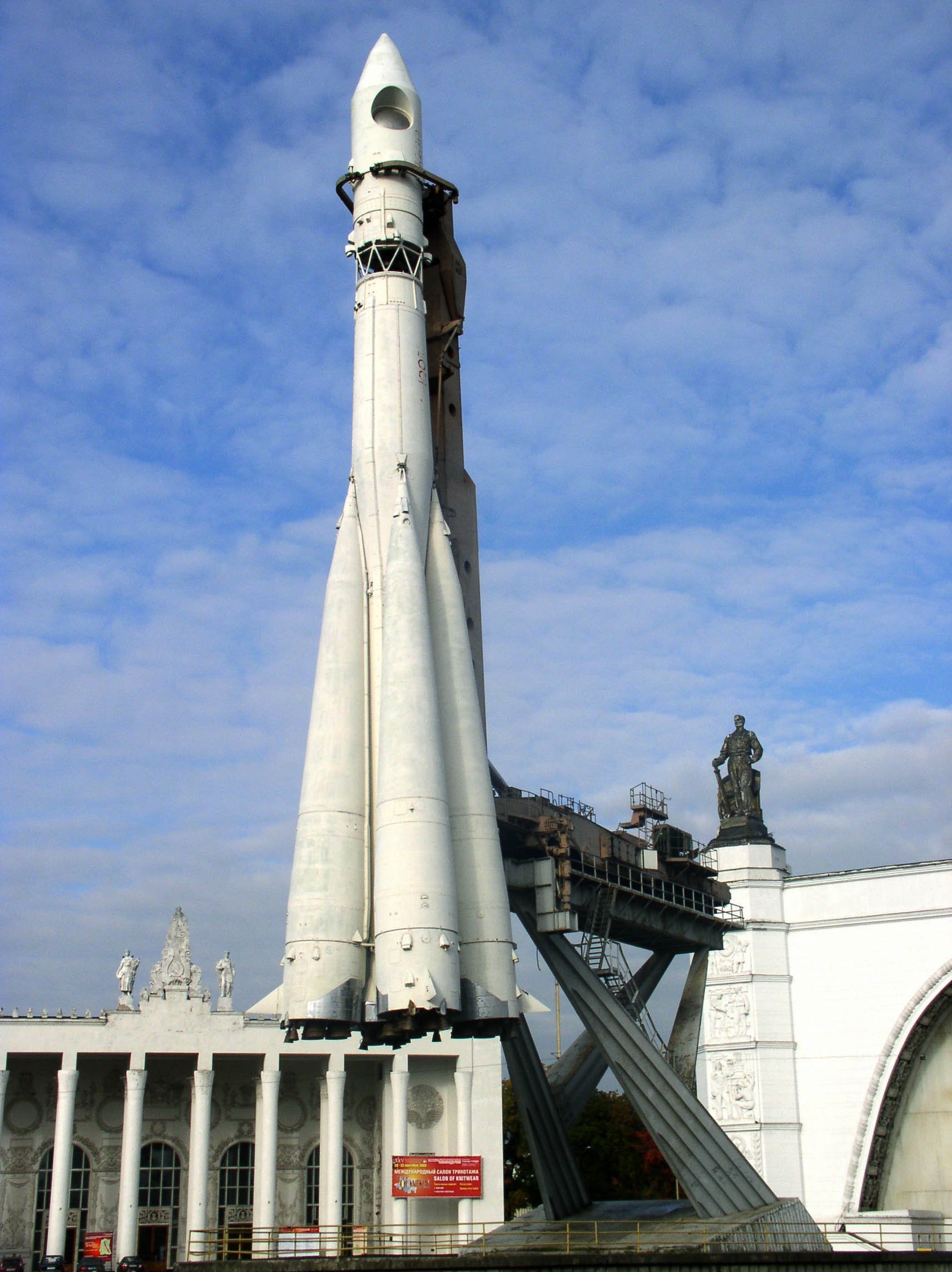
Wostok-Raketenmodell in Moskau

Wostok [vɔsˈtɔk] (russisch Восток für Osten, englisch Vostok) ist eine sowjetische Rakete, die aus der R-7 entwickelt wurde. Die Wostok entstand, als man auf der Grundlage der R-7 eine Rakete mit höherer Nutzlastkapazität bauen wollte. Dazu erhielt die zweistufige R-7 eine dritte Stufe, die das Starten von schwereren Mondsonden und später auch bemannten Wostok-Raumschiffen möglich machte. Die frühe Version der Wostok mit dem GRAU-Index 8K72, die die ersten sowjetischen Mondsonden startete, ist auch unter dem Namen Luna bekannt. Erster Start einer Luna-Trägerrakete fand am 23. September 1958 statt, am 2. Januar 1959 brachte sie erfolgreich die Lunik-1-Mondsonde auf die Reise. Die Rakete verwendete eine 9.100 kg wiegende Drittstufe (Blok E), die von einem RD-105-Raketentriebwerk angetrieben wurde. Das Triebwerk verbrannte die Kerosinart RP-1 und flüssigen Sauerstoff (LOX). Die ersten beiden Stufen waren mit denen der R-7 identisch.
Am 12. April 1961 startete eine leicht verbesserte Wostok-K (GRAU-Index 8К72К) mit Wostok 1 den ersten Menschen in den Weltraum. Die Wostok-K erhielt eine etwas vergrößerte und modifizierte Drittstufe mit einem RD-109-Triebwerk, außerdem wurden an den Grundstufen kleinere Modifikationen durchgeführt. Durch diese Maßnahmen stieg die Nutzlastkapazität der Rakete auf 4.730 kg in den erdnahen Orbit.
Eine leicht modifizierte Wostok-2 (GRAU-Index 8A92) wurde ab 1962 zum Starten von militärischen Aufklärungssatelliten vom Typ Zenit verwendet, die im Wesentlichen einem bemannten Wostok-Raumschiff entsprachen, jedoch ein Kamerasystem an der Stelle des Kosmonauten mitführten. Eine ebenfalls etwas modifizierte Wostok-2M (GRAU-Index 8A92M) startete ab 1967 Meteor-Wettersatelliten und militärische Frühwarnsatelliten Tselina-D. Am 18. März 1980 explodierte eine Wostok-2M in Plessezk beim Betanken direkt auf der Startrampe. Bei der Explosion starben 48 Menschen. Als Fehlerursache wurde ermittelt, dass bei der Herstellung eines Filters für die Wasserstoffperoxid-Treibstoffleitung das Lötmittel von Zinn- hin zu Bleibasis gewechselt worden war. Das Blei ermöglichte die Zersetzung des Wasserstoffperoxids und verursachte die Explosion. Die Rakete wurde entsprechend modifiziert. Ihren letzten Einsatz hatte die Wostok am 29. August 1991, wobei sie den indischen Erderkundungssatelliten IRS-1B in den Weltraum beförderte.